# Ave-Klasse
Als Ave-Klasse bezeichnete die portugiesische Marine sechs Torpedoboote des österreichischen 250-t-Typs, die sie nach dem Ersten Weltkrieg als Reparation erhalten hatte. Die 1914/15 gebauten Boote setzte sie von 1921 bis 1940 ein.

## Bau und technische Daten
Für die österreichische Marine wurde der 250-t-Typ zwischen 1913 und 1916 gebaut. Auf drei Werften wurden insgesamt 27 Boote hergestellt, wobei der Buchstabe hinter der Bootsnummer die Werft angab. Die acht Boote der T-Gruppe mit der Bezeichnung 74T bis 81T wurden von Stabilimento Tecnico Triestino mit Sitz in Triest, die sechzehn Boote der F-Gruppe, 82F bis 97F, wurden von Danubius an den beiden Standorten Fiume und Porto Ré gebaut. Die drei Boote der M-Gruppe, 98M bis 100M, wurden von Cantiere Navale Triestino in Monfalcone hergestellt. Zwischen den Herstellern gab es kleine Unterschiede: So waren die F-Boote an den zwei Schornsteinen statt des einzelnen der T-Boote zu erkennen.
Die Portugal zugewiesenen Boote der F-Gruppe waren 57,76 Meter lang, 5,84 Meter breit und wiesen einen Tiefgang von 1,50 Meter auf. Die Konstruktionsverdrängung betrug 244 Tonnen, die maximale 267 Tonnen. Als Antrieb dienten zwei AEG-Curtis-Dampfturbinen mit 5000 PS, die auf zwei Schrauben wirkten. Damit erreichten die Schiffe eine Geschwindigkeit von bis zu 28,6 Knoten. Bei einer Geschwindigkeit von 16 Knoten hatten sie eine Reichweite von 1200 Seemeilen. Als Bewaffnung trugen sie in der portugiesischen Marine ein 57-mm-Geschütz sowie zwei 45-cm-Torpedorohrzwillinge bzw. nach abweichenden Angaben auch noch ein 76-mm-Geschütz. Die Besatzung bestand aus 45 Mann.

## Geschichte
Nach dem Ersten Weltkrieg wurde die Österreich-Ungarische Kriegsmarine aufgelöst. Die Boote des 250-t-Typs mussten an die Siegermächte ausgeliefert werden. Gemäß den Bedingungen des Vertrages von Saint-Germain erhielt Portugal sechs Boote, daneben gingen sieben an Rumänien, sechs an Griechenland und acht an das Königreich der Serben, Kroaten und Slowenen. Für Portugal waren die sechs Boote neben dem deutschen Minensuchboot FM-19 – der späteren  Raúl Cascais – die einzigen Marineeinheiten, die das Land als Entschädigung erhielt.
Alle Portugal zugewiesenen Boote gehörten zur F-Gruppe der Danubius-Werften aus Fiume und Porto Ré. Sie erhielten die Namen Zêzere (ex 85F), Ave (ex 86F), Cávado (ex 88F), Sado (ex 89F), Liz (ex 90F) und Mondego (ex 91F). 1921 wurden die Boote von der Patrão Lopes in Zweiergruppen von Venedig nach Portugal geschleppt. Dabei geriet die letzte Gruppe mit der Zêzere und der Cávado vor der Küste Marokkos in einen Sturm und ging am 29. Dezember 1921 durch Strandung verloren. Die vier verbleibenden Boote ersetzten die alten und noch aus den 1880er Jahren stammenden ersten Torpedoboote der portugiesischen Marine Espardarte, Número 2, Número 3 und Número 4.
In Portugal wurden die Boote zwar weiterhin als Torpedoboote klassifiziert, jedoch für nachrangige Aufgaben eingesetzt. Die Artillerie-Bewaffnung der Boote wurde auf ein 57-mm-Geschütz reduziert, was für Sicherungsaufgaben oder als Zollboote in den Kolonien als ausreichend betrachtet wurde. Später wurden die Boote als Schulschiffe verwendet und dienten zur Ausbildung von Heizern und der Bedienungsmannschaften für die Torpedobewaffnung. Als erstes der Boote wurde 1934 die Liz aus dem Flottenregister gestrichen, 1938 gefolgt von der Mondego und zuletzt 1940 der Ave  und der Sado.

## Einheiten
| Name (Kennung) | ex Name | Bauwerft           | Stapellauf        | Indienststellung | Dienstzeit Portugal  | Anmerkungen, Verbleib                                                          |
| -------------- | ------- | ------------------ | ----------------- | ---------------- | -------------------- | ------------------------------------------------------------------------------ |
| Zêzere (Z)     | 85F     | Danubius, Porto Ré | 5. Dezember 1914  | 1. Dezember 1915 | nicht in Dienst      | auf Überführungsfahrt von Italien nach Portugal am 29. Dezember 1921 gesunken; |
| Ave (A)        | 86F     | Danubius, Porto Ré | 10. Dezember 1914 | 10. Mai 1916     | 1921–30. Juli 1940   |                                                                                |
| Cávado (C)     | 88F     | Danubius, Fiume    | 24. April 1915    | 5. November 1915 | nicht in Dienst      | auf Überführungsfahrt von Italien nach Portugal am 29. Dezember 1921 gesunken; |
| Sado (S)       | 89F     | Danubius, Fiume    | 12. Mai 1915      | 6. Februar 1916  | 1921–30. Juli 1940   |                                                                                |
| Liz (L)        | 90F     | Danubius, Fiume    | 28. Mai 1915      | 24. Juni 1916    | 1921–6. April 1934   |                                                                                |
| Mondego (M)    | 91F     | Danubius, Fiume    | 21. Juni 1915     | 28. Juni 1916    | 1921–14. Januar 1938 |                                                                                |